# Apodroma subcoerulea
Apodroma subcoerulea là một loài bướm đêm trong họ Geometridae.